# Portret van Lizzy Ansingh, schilderes
Portret van Lizzy Ansingh, schilderes is een schilderij van de Nederlandse kunstschilderes Thérèse Schwartze uit 1902, olieverf op doek, 78 x 62 centimeter groot. Ansingh was haar nichtje en woonde indertijd bij haar in. Het werk bevindt zich in de collectie van het Rijksmuseum.

## Context
Ansingh was een Nederlands kunstschilderes en werd vooral bekend door haar stillevens met poppen. Ze behoorde tot de schildergroep de Amsterdamse Joffers, een groep geëmancipeerde vrouwelijke kunstenaressen afkomstig van de Rijksakademie van beeldende kunsten. Haar moeder Clara was de zus van Thérèse Schwartze, van wie Ansingh ook haar eerste tekenlessen kreeg. In 1891 trok ze zelfs bij haar in om in Amsterdam te kunnen studeren. Tot 1908 zou ze bij haar "tante Trees" blijven wonen. Schwartze zou haar vele malen portretteren. Binnen haar redelijk formele oeuvre als society-portrettist, onder andere van de Koninklijke familie, vallen de portretten die ze van haar nichtje op door een zekere zwier en ogenschijnlijke ongedwongenheid. Het hier besproken werk is daarvan het meest bekende.

## Werkmethode
Bij een herdenkingstentoonstelling van Schwartzes werk in 1952 gaf Ansingh een levendige beschrijving van hoe haar tante tijdens het portretteren te werk ging: "Zij nam een grote afstand van haar ezel, had een niet bijzonder groot palet, veel brede kwasten en gebruikte nooit een paletstok. Ze schilderde doelbewust en met krachtige hand. Tijdens de séances liet zij zich gaarne voorlezen, want dan hoefde ze niet te spreken. De sessies duurden de gehele dag, van de ochtend tot donker, met korte onderbreking van de koffietafel beneden in de huiskamer. Ze werkte in sterke spanning, waarbij altijd de agitatie kwam dat de verf zou drogen. Deze was immers niet langer nat te houden dan drie dagen. Gedeeltelijk danken haar portretten hun buitengewone frisheid aan deze intense en snelle manier van werken".

## Afbeelding

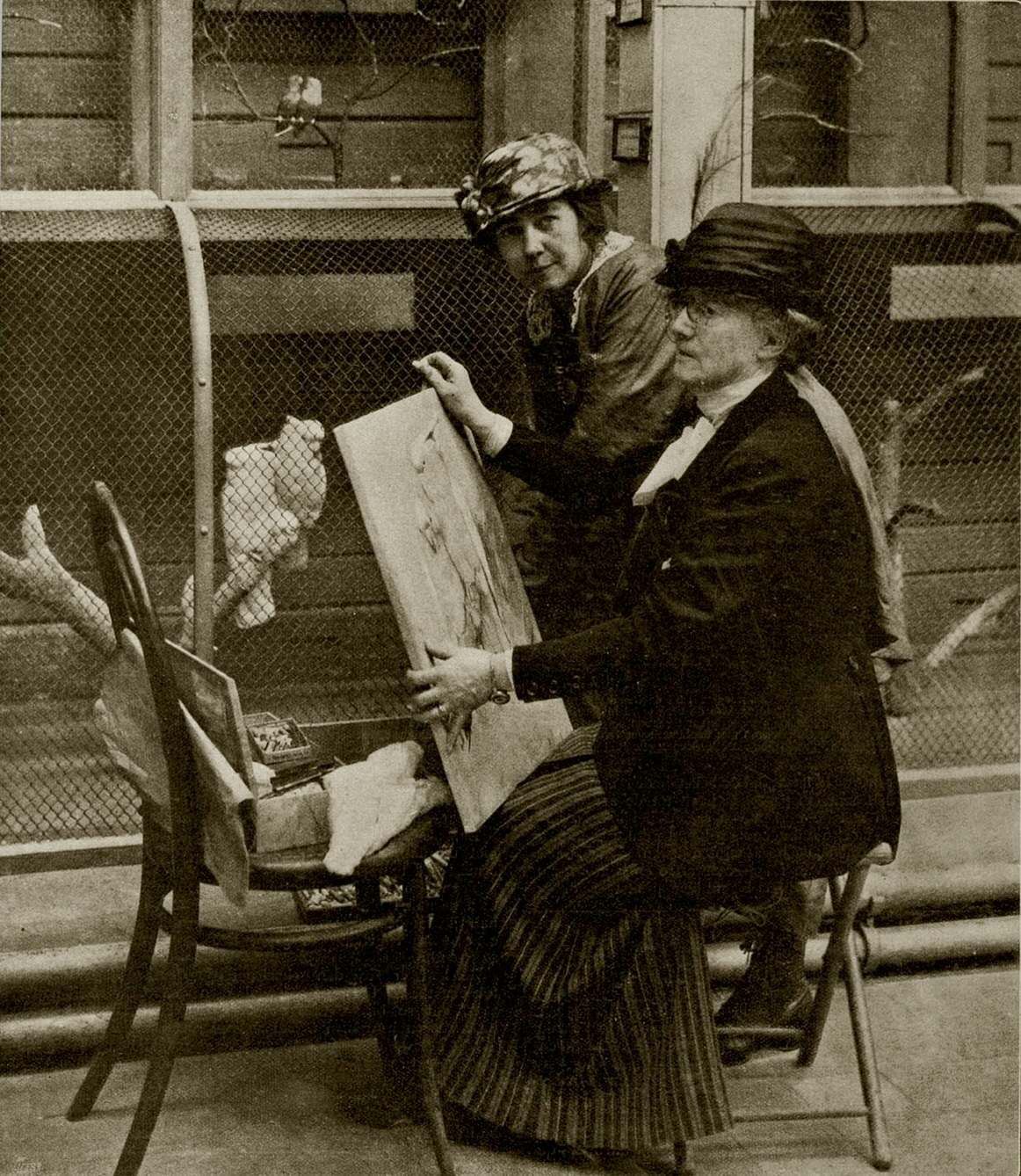
Schwartze aan het werk in Artis, met naast haar Lizzie Ansingh

In het hier besproken Portret van Lizzy Ansingh is duidelijk af te zien hoe snel Schwartze te werk ging. Ze heeft haar model kordaat en met ervaren hand neergezet, een zwarte hoed op het hoofd en de rechterelleboog geleund op de leuning van een stoel. Daarbij heeft ze als altijd veel aandacht voor de kleuren en texturen van de kleding en de accenten van de assecoires, in dit geval bij de kraag en de armomslagen. In snelle brede streken zet ze haar nichtje ten halve lijve neer, waarbij de invloeden van haar Parijse leermeesters Franz von Lenbach, Jean-Jacques Henner en Léon Bonnat zichtbaar zijn. De uitwerking, in brede penseelstreken, is krachtig, geaccentueerd door de opvallende rode details op het groen. Bijzonder is de vaardige weergave van de transparante blouse bij de onderarmen.
Waar Schwartze meestal in opdracht werkte en doorgaans meer aandacht had voor gedistingeerde gratie dan voor karakterologische aspecten, is het hier besproken werk informeler en persoonlijker. Door de contrasten tussen licht en donker wordt het een intiem portret. De persoonlijke blik die haar nichtje de kijker toewerpt verraadt haar romantische inborst, gekoppeld aan een zelfverzekerde geëmancipeerdheid, een psychologische diepgang die intrigeert als in weinig andere van Schwartzes werken.